# Elezioni politiche nel Regno d'Italia
Le elezioni politiche nel Regno d'Italia furono elezioni svolte nel Regno d'Italia per l'elezione della Camera dei deputati dal 1861 al 1934.
Le legislature del Regno d'Italia iniziarono ad essere numerate a partire dalla VIII, essendosi stabilito che si dovesse proseguire la numerazione delle legislature del Parlamento del Regno di Sardegna.

## Sistemi elettorali
Le elezioni politiche dal 1861 al 1880 si svolsero con scrutinio uninominale a suffragio ristretto secondo la legge n. 4513 del 17 dicembre 1860 che riprendeva la legge elettorale del Regno di Sardegna del 1859, a sua volta basata su quella del 1848.
Tra il 1882 e il 1890 le elezioni si svolsero con scrutinio a suffragio allargato come previsto dalla nuova legge elettorale del 1882.
La legge elettorale fu riformata nel 1892 e dalle elezioni del 1892 si passò al suffragio uninominale allargato che rimase in vigore fino al 1912.
Per le sole elezioni del 1913 fu in vigore la legge elettorale del 1912 che allargò ulteriormente la base elettorale.
Per le elezioni del 1919 e del 1921 si passò allo scrutinio di lista con rappresentanza proporzionale a suffragio allargato con l'entrata in vigore della legge elettorale del 1919.
Per le elezioni del 1924 si passò ad un sistema maggioritario a suffragio allargato con premio di maggioranza con la cosiddetta legge Acerbo.
Le elezioni del 1929 e del 1934 si tennero con scrutinio totalitario a suffragio allargato in forma plebiscitaria.

## Dati generali
| Legislatura | Elezioni         | Votazione I turno | Collegi | Deputati     | Scrutinio                | Elettori   | Votanti    |
| ----------- | ---------------- | ----------------- | ------- | ------------ | ------------------------ | ---------- | ---------- |
| VIII        | Dettagli         | 27 gennaio 1861   | 443     | 443 (Elenco) | uninominale              | 418 696    | 239 583    |
| IX          | Dettagli         | 22 ottobre 1865   | 493     | 493 (Elenco) | uninominale              | 504 263    | 271 923    |
| X           | Dettagli         | 10 marzo 1867     | 493     | 493 (Elenco) | uninominale              | 498 208    | 258 243    |
| XI          | Dettagli         | 20 novembre 1870  | 508     | 508 (Elenco) | uninominale              | 530 018    | 240 974    |
| XII         | Dettagli         | 8 novembre 1874   | 508     | 508 (Elenco) | uninominale              | 571 939    | 318 517    |
| XIII        | Dettagli         | 5 novembre 1876   | 508     | 508 (Elenco) | uninominale              | 605 007    | 358 258    |
| XIV         | Dettagli         | 16 maggio 1880    | 508     | 508 (Elenco) | uninominale              | 621 896    | 369 624    |
| XV          | Dettagli         | 29 ottobre 1882   | 135     | 508 (Elenco) | di lista                 | 2 017 829  | 1 223 851  |
| XVI         | Dettagli         | 23 maggio 1886    | 135     | 508 (Elenco) | di lista                 | 2 420 327  | 1 415 801  |
| XVII        | Dettagli         | 23 novembre 1890  | 135     | 508 (Elenco) | di lista                 | 2 752 658  | 1 477 173  |
| XVIII       | Dettagli         | 6 novembre 1892   | 508     | 508 (Elenco) | uninominale              | 2 934 445  | 1 639 298  |
| XIX         | Dettagli         | 26 maggio 1895    | 508     | 508 (Elenco) | uninominale              | 2 120 185  | 1 251 366  |
| XX          | Dettagli         | 21 marzo 1897     | 508     | 508 (Elenco) | uninominale              | 2 120 909  | 1 241 486  |
| XXI         | Dettagli         | 3 giugno 1900     | 508     | 508 (Elenco) | uninominale              | 2 248 509  | 1 310 480  |
| XXII        | Dettagli         | 6 novembre 1904   | 508     | 508 (Elenco) | uninominale              | 2 541 327  | 1 593 886  |
| XXIII       | Dettagli         | 7 marzo 1909      | 508     | 508 (Elenco) | uninominale              | 2 930 473  | 1 903 687  |
| XXIV        | Dettagli         | 26 ottobre 1913   | 508     | 508 (Elenco) | uninominale              | 8 443 205  | 5 100 615  |
| XXV         | Dettagli         | 16 novembre 1919  | 54      | 508 (Elenco) | di lista                 | 10 239 326 | 5 793 507  |
| XXVI        | Dettagli         | 15 maggio 1921    | 40      | 535 (Elenco) | di lista                 | 11 477 210 | 6 701 496  |
| XXVII       | Dettagli         | 6 aprile 1924     | 1       | 535 (Elenco) | di lista                 | 11 939 452 | 7 614 451  |
| XXVIII      | Dettagli         | 24 marzo 1929     | 1       | 400 (Elenco) | collegio unico nazionale | 9 638 859  | 8 661 820  |
| XXIX        | Dettagli         | 25 marzo 1934     | 1       | 400 (Elenco) | collegio unico nazionale | 10 426 259 | 10 060 426 |
| XXX         | Nessuna elezione | —                 | —       | (Elenco)     | —                        | —          | —          |

## Dati statistici
Percentuale degli elettori rispetto ai residenti.
Percentuale dei votanti rispetto al numero degli aventi diritto al voto.
Con le riforma elettorale del 1882 ci fu un notevole aumento della base elettorale, mentre nel 1895 la revisione delle liste elettorali portò ad un netto calo del numero degli aventi diritto al voto.
Con la legge elettorale del 1912 il numero degli elettori superò il 20% dei residenti nel Regno d'Italia.